# 卡緬諾耶湖 (別扎尼齊區)
56°41′02″N 29°27′33″E / 56.68389°N 29.45917°E
卡緬諾耶湖（俄语：Каменное），是俄羅斯的湖泊，位於該國西北部，由普斯科夫州負責管轄，處於別扎尼齊區，面積3.5平方公里，集水區面積39平方公里，平均水深8.6米，最大水深28.6米。